# NGC 7236
NGC 7236 é uma galáxia elíptica (E-S0) localizada na direcção da constelação de Pegasus. Possui uma declinação de +13° 50' 47" e uma ascensão recta de 22 horas, 14 minutos e 45,0 segundos.
A galáxia NGC 7236 foi descoberta em 25 de Agosto de 1864 por Albert Marth.